# Sergio Ramos

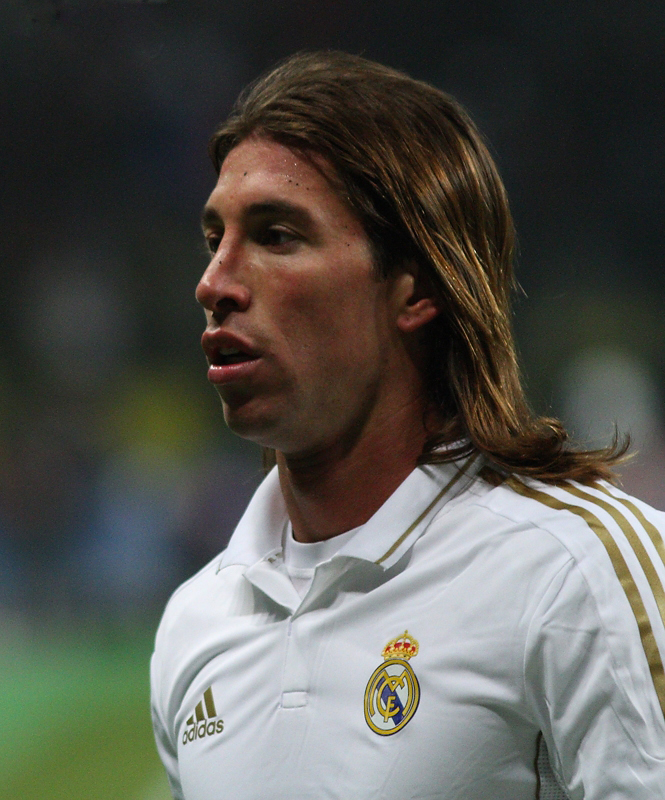
Ramos w barwach Realu Madryt.

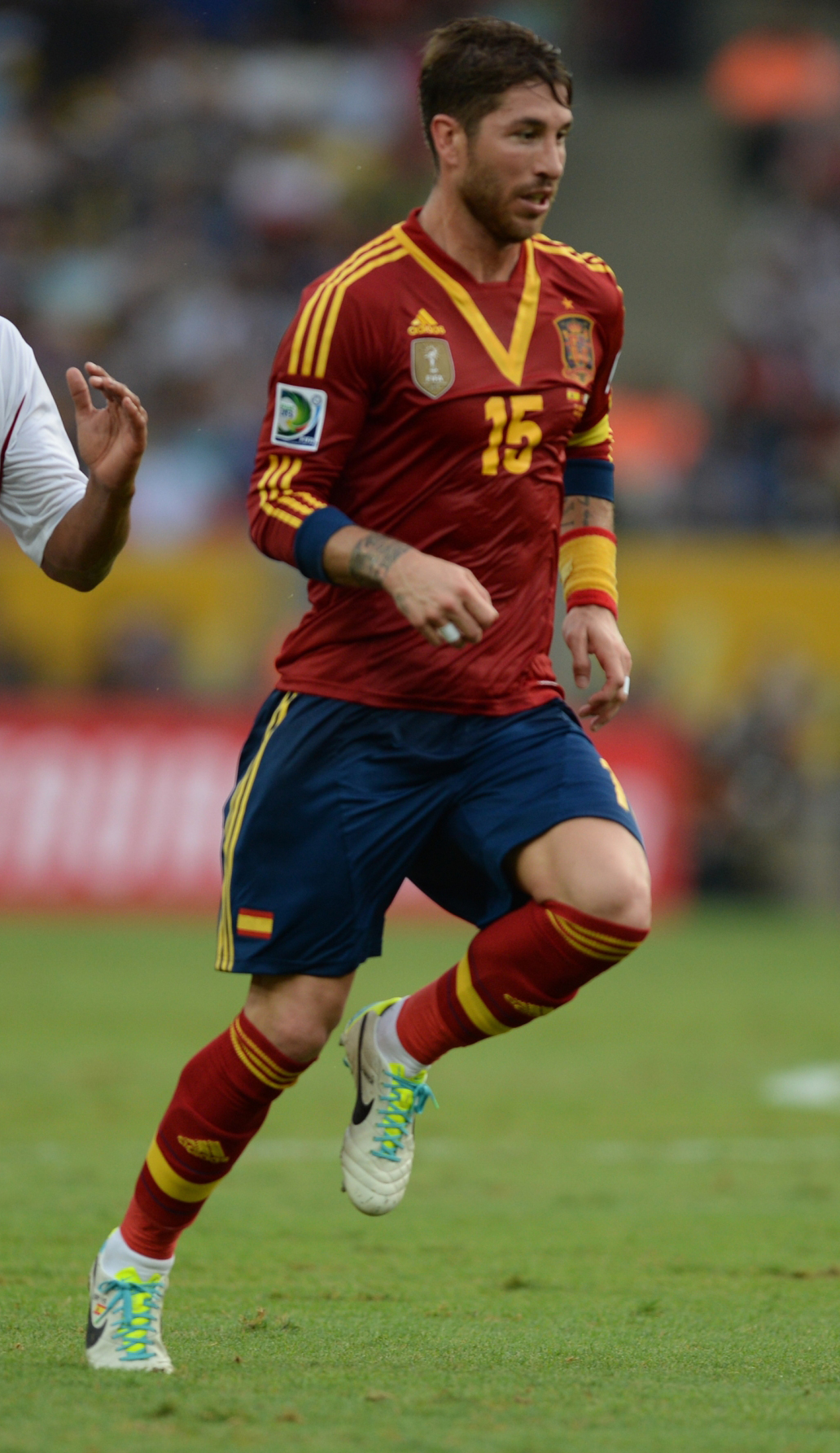
Sergio Ramos podczas Pucharu Konfederacji w 2013 roku w starciu Hiszpanii z Tahiti

Sergio Ramos García (wym. [ˈseɾxjo ˈramoz ɡaɾˈθi.a]; ur. 30 marca 1986 w Camas) – hiszpański piłkarz, występujący na pozycji obrońcy. W latach 2005–2023 reprezentant Hiszpanii z którą zdobył Mistrzostwo Świata 2010 i dwukrotnie Mistrzostwa Europy (2008 i 2012). Czterokrotny zdobywca Ligi Mistrzów UEFA z Realem Madryt w sezonach 2013/2014, 2015/2016, 2016/2017, 2017/2018.

## Kariera klubowa
Karierę rozpoczynał w Sevilli. W sezonie 2004/2005 rozegrał 31 ligowych spotkań, udało mu się strzelić 2 bramki, a ostrzegany przez sędziów kartkami był zaledwie pięciokrotnie. Świetne występy w Pucharze UEFA sprawiły, że okrzyknięto go najlepszym młodym graczem tych rozgrywek w sezonie 2004/2005. Ramos zaliczył także występy w młodzieżowej reprezentacji Hiszpanii do lat 21. Zadebiutował w niej w 2004. Rozegrał 6 spotkań. Latem 2005 Real Madryt rozpoczął starania o przeprowadzenie transferu obrońcy Sevilli. Negocjacje zakończyły się sukcesem dopiero wieczorem 31 sierpnia, na chwilę przed zamknięciem okienka transferowego. Kwota transferu wyniosła 27 mln euro. Sezon 2007/2008 Hiszpan zaczął rewelacyjnie. Strzelił kilka bramek i znacznie przyczynił się do zdobycia punktów przez swój zespół. Na półmetku rozgrywek Real Madryt pokonał FC Barcelonę 1:0, a sam Ramos znacznie przyczynił się do zwycięstwa i odskoku Katalończykom o siedem punktów.
W 2014 w Lizbonie wygrał po raz pierwszy w karierze Ligę Mistrzów. W finale Real Madryt pokonał po dogrywce Atletico Madryt 4:1. To właśnie dzięki bramce Hiszpana w doliczonym czasie drugiej połowy meczu Real zdołał wyrównać i doprowadził do dogrywki. Hiszpański dziennik Marca uznał Ramosa za najlepszego zawodnika lizbońskiego finału. W sezonie 2015/2016 został pierwszym kapitanem Realu Madryt.
3 czerwca 2017 wraz z Realem Madryt przeszedł do historii jako pierwsza drużyna, która obroniła tytuł i zwyciężyła w finale Ligi Mistrzów pokonując Juventus 4:1. W następnym sezonie ponownie obronił puchar Ligi Mistrzów zwyciężając z Liverpoolem 3:1. 3 listopada 2020 w wygranym meczu fazy grupowej Ligi Mistrzów z Interem wynikiem 3:2 zdobył swoją 100. bramkę dla Realu Madryt. 16 czerwca 2021 Real wydał oświadczenie, w którym ogłoszone zostało, że po 16 latach zawodnik opuści klub.
8 lipca 2021 ogłoszono przejście Ramosa do Paris Saint-Germain, z którym podpisał dwuletni kontrakt. Z powodu kontuzji we francuskim klubie zadebiutował 28 listopada w meczu z Saint-Étienne (3:1). Premierową bramkę strzelił 23 stycznia 2022 w wygranym 4:0 meczu przeciwko Stade de Reims.

## Kariera reprezentacyjna
W 2005, mając 19 lat, utalentowany defensor, zadebiutował w pierwszej reprezentacji Hiszpanii. W ten sposób został najmłodszym graczem, który zadebiutował w drużynie z Półwyspu Iberyjskiego od 55 lat. Następstwem dobrej gry były występy w trudniejszych i ważniejszych meczach, podczas eliminacji do Mistrzostw Świata. Hiszpania grała mecz o wszystko z Serbią. Podczas nieobecności Míchela Salgado, swoje umiejętności mógł zaprezentować Ramos. Mimo młodego wieku zdołał upilnować tak renomowanych piłkarzy jak Mateja Kežman, Savo Milošević czy Dejan Stanković.
Selekcjoner reprezentacji Hiszpanii Luis Aragonés postanowił zabrać go na Mistrzostwa Świata w Piłce Nożnej 2006 do Niemiec, gdzie pomógł drużynie dotrzeć do 1/8 finałów.
Podczas finału Euro 2008, wygranego przez piłkarzy Hiszpanii, Sergio ubrał się w koszulkę, na której znalazł się Antonio Puerta – piłkarz Sevilla FC zmarły 28 sierpnia 2007. Na koszulce widniał także napis – „siempre con nosotros” („zawsze z nami”). Ramos okazał tym zachowaniem szacunek koledze z byłej drużyny.
Koszulkę ponownie założył podczas finału Euro 2012. Sergio został wybrany również do najlepszej jedenastki według FIFA tego turnieju.
W 2010 w Południowej Afryce zdobył z reprezentacją Hiszpanii mistrzostwo świata. La Furia Roja pokonała w finale mundialu Holandię 1:0. Mecz rozstrzygnęła dogrywka, a bramkę zdobył Andrés Iniesta (116 min.).
Sergio okazał się być niezwykle ważnym ogniwem swej drużyny. Wykonując 31 solowych rajdów był najczęściej dryblującym piłkarzem Mundialu, wyprzedzając tak ofensywnych piłkarzy jak Leo Messi czy Lukas Podolski. Ponadto według statystyk Castrol Index, Sergio Ramos uzyskał najwyższy ranking pośród wszystkich graczy, którzy wybiegli na murawy afrykańskich mistrzostw. Na Mistrzostwach Europy w 2012 Hiszpania pokonała w finale Włochy 4:0, a Sergio był na tych mistrzostwach najlepszym obrońcą Hiszpanii.
23 lutego 2023 roku Sergio Ramos poinformował o zakończeniu reprezentacyjnej kariery.

## Statystyki

### Klubowe
Aktualne na 30 marca 2024.
| Klub                | Sezon              | Liga  | Liga   | Puchar kraju | Puchar kraju | Europa | Europa | Inne  | Inne   | Suma  | Suma   |
| Klub                | Sezon              | Mecze | Bramki | Mecze        | Bramki       | Mecze  | Bramki | Mecze | Bramki | Mecze | Bramki |
| ------------------- | ------------------ | ----- | ------ | ------------ | ------------ | ------ | ------ | ----- | ------ | ----- | ------ |
| Sevilla Atlético    | 2003/2004          | 26    | 2      | –            | –            | –      | –      | –     | –      | 26    | 2      |
| Sevilla FC          | 2003/2004          | 7     | 0      | 0            | 0            | 0      | 0      | 0     | 0      | 7     | 0      |
| Sevilla FC          | 2004/2005          | 31    | 2      | 5            | 0            | 6      | 1      | 0     | 0      | 42    | 3      |
| Sevilla FC          | 2005/2006          | 1     | 0      | 0            | 0            | 0      | 0      | 0     | 0      | 1     | 0      |
| Sevilla FC          | Łącznie            | 39    | 2      | 5            | 0            | 6      | 1      | 0     | 0      | 50    | 3      |
| Real Madryt         | 2005/2006          | 33    | 4      | 6            | 1            | 7      | 1      | 0     | 0      | 46    | 6      |
| Real Madryt         | 2006/2007          | 33    | 5      | 3            | 0            | 6      | 1      | 0     | 0      | 42    | 6      |
| Real Madryt         | 2007/2008          | 33    | 5      | 3            | 0            | 7      | 0      | 2     | 1      | 45    | 6      |
| Real Madryt         | 2008/2009          | 32    | 4      | 0            | 0            | 8      | 1      | 2     | 1      | 42    | 6      |
| Real Madryt         | 2009/2010          | 33    | 4      | 0            | 0            | 7      | 0      | 0     | 0      | 40    | 4      |
| Real Madryt         | 2010/2011          | 31    | 3      | 7            | 1            | 8      | 0      | 0     | 0      | 46    | 4      |
| Real Madryt         | 2011/2012          | 34    | 3      | 4            | 0            | 11     | 1      | 2     | 0      | 51    | 4      |
| Real Madryt         | 2012/2013          | 26    | 4      | 3            | 0            | 9      | 1      | 2     | 0      | 40    | 5      |
| Real Madryt         | 2013/2014          | 32    | 4      | 8            | 0            | 11     | 3      | 0     | 0      | 51    | 7      |
| Real Madryt         | 2014/2015          | 27    | 4      | 2            | 1            | 8      | 0      | 5     | 2      | 42    | 7      |
| Real Madryt         | 2015/2016          | 23    | 2      | 0            | 0            | 10     | 1      | 0     | 0      | 33    | 3      |
| Real Madryt         | 2016/2017          | 28    | 7      | 3            | 1            | 11     | 1      | 2     | 1      | 44    | 10     |
| Real Madryt         | 2017/2018          | 26    | 4      | 1            | 0            | 11     | 1      | 4     | 0      | 42    | 5      |
| Real Madryt         | 2018/2019          | 28    | 6      | 6            | 3            | 5      | 0      | 3     | 2      | 42    | 11     |
| Real Madryt         | 2019/2020          | 35    | 11     | 2            | 0            | 5      | 2      | 2     | 0      | 44    | 13     |
| Real Madryt         | 2020/2021          | 15    | 2      | 0            | 0            | 5      | 2      | 1     | 0      | 21    | 4      |
| Real Madryt         | Łącznie            | 469   | 72     | 48           | 7            | 129    | 15     | 25    | 7      | 671   | 101    |
| Paris Saint-Germain | 2021/2022          | 12    | 2      | 1            | 0            | 0      | 0      | 0     | 0      | 13    | 2      |
| Paris Saint-Germain | 2022/2023          | 33    | 2      | 3            | 1            | 8      | 0      | 1     | 1      | 45    | 4      |
| Paris Saint-Germain | Łącznie            | 45    | 4      | 4            | 1            | 8      | 0      | 1     | 1      | 58    | 6      |
| Sevilla FC          | 2023/2024          | 20    | 3      | 4            | 2            | 5      | 2      | –     | –      | 29    | 7      |
| Łącznie w karierze  | Łącznie w karierze | 599   | 83     | 61           | 10           | 148    | 18     | 26    | 8      | 834   | 119    |

### Reprezentacyjne
| Reprezentacja | Rok     | Mecze | Bramki |
| ------------- | ------- | ----- | ------ |
| Hiszpania     | 2005    | 7     | 2      |
| Hiszpania     | 2006    | 13    | 0      |
| Hiszpania     | 2007    | 10    | 2      |
| Hiszpania     | 2008    | 15    | 0      |
| Hiszpania     | 2009    | 11    | 0      |
| Hiszpania     | 2010    | 16    | 1      |
| Hiszpania     | 2011    | 10    | 1      |
| Hiszpania     | 2012    | 16    | 2      |
| Hiszpania     | 2013    | 17    | 1      |
| Hiszpania     | 2014    | 9     | 1      |
| Hiszpania     | 2015    | 6     | 0      |
| Hiszpania     | 2016    | 10    | 0      |
| Hiszpania     | 2017    | 9     | 3      |
| Hiszpania     | 2018    | 12    | 4      |
| Hiszpania     | 2019    | 9     | 4      |
| Hiszpania     | 2020    | 8     | 2      |
| Hiszpania     | 2021    | 2     | 0      |
| Łącznie       | Łącznie | 180   | 23     |

## Sukcesy

### Real Madryt
- Mistrzostwo Hiszpanii: 2006/2007, 2007/2008, 2011/2012, 2016/2017, 2019/2020
- Puchar Króla: 2010/2011, 2013/2014
- Superpuchar Hiszpanii: 2008, 2012, 2017, 2019/2020
- Liga Mistrzów UEFA: 2013/2014, 2015/2016, 2016/2017, 2017/2018
- Superpuchar UEFA: 2014, 2016, 2017
- Klubowe mistrzostwo świata: 2014, 2016, 2017, 2018

### Paris Saint-Germain
- Mistrzostwo Francji: 2021/2022, 2022/2023
- Superpuchar Francji: 2022

### Reprezentacyjne
- Mistrzostwo Europy U-19 2004  Złoto
- Mistrzostwo Europy 2008  Złoto
- Puchar Konfederacji: 2009  Brąz
- Mistrzostwo Świata 2010  Złoto
- Mistrzostwo Europy 2012  Złoto
- Puchar Konfederacji: 2013  Srebro

### Wyróżnienia
- Najlepszy zawodnik La Liga poniżej 20. roku życia według UEFA: 2005
- Najlepszy obrońca na świecie poniżej 20. roku życia według UEFA: 2006
- Don Balón Award: 2005
- Jedenastka Roku według ESM: 2008, 2012
- FIFPro World XI: 2008, 2011, 2012, 2013, 2014
- Drużyna Roku UEFA: 2008, 2012, 2013, 2014
- Antonio Puerta Award: 2008
- Móstoles Sports Elite Award: 2009
- Najlepszy zawodnik Mistrzostw Świata 2010 w Południowej Afryce według Castrol Index
- Jedenastka marzeń według FIFA podczas Mistrzostw Świata 2010 w Południowej Afryce
- Najlepszy zawodnik Mistrzostw Europy 2012 w Polsce i Ukrainie według Castrol Index
- Drużyna marzeń według UEFA podczas Mistrzostw Europy 2012 w Polsce i Ukrainie
- Najlepszy obrońca Primera División: 2012, 2013, 2014
- Najlepszy zawodnik Klubowych Mistrzostw Świata: 2014
- Drużyna sezonu Ligi Mistrzów UEFA: 2016/2017

### Rekordy
- Najwięcej występów w historii reprezentacji Hiszpanii: 180 meczów[11]

Nieaktualne
- Najwięcej występów w historii reprezentacji europejskich: 180 meczów[c]

## Życie prywatne
Jest w związku z Pilar Rubio, reporterką. Mają czterech synów, są nimi: Sergio (ur. 6 maja 2014), Marco (ur. 15 listopada 2015), Alejandro (ur. 25 marca 2018) oraz Máximo Adriano (ur. 26 lipca 2020). Agentem Sergio Ramosa jest jego brat, Rene.